# コザ琉映
コザ琉映（コザりゅうえい）は、かつて沖縄県沖縄市（旧コザ市）照屋1丁目7-2にあった映画館。コザ琉映館（コザりゅうえいかん）とも呼ばれた。

## 歴史

### アメリカ統治時代
1960年（昭和35年）7月、比嘉良実が当時コザ市の商工会理事を務めていた金城正春と共にコザ琉映館を設立。当時のコザ市内としては最後に開館した映画館であった。開業当初は第二東映の専門館だったが、その後は各社の邦画を中心に上映。1970年代以降はピンク映画へとシフトしていくようになる。

### 日本返還後
1972年（昭和47年）5月15日、20年間アメリカ合衆国の施政権下に置かれていた沖縄県が日本に返還。1974年（昭和49年）4月1日、隣接した美里村との合併により沖縄市が発足したが、これに伴う館名変更は行われなかった。
2010年代に入り、映画業界は本格的なデジタルシネマ時代に突入。沖縄県内の既存映画館が相次いでデジタル上映へと移行していったが、コザ琉映は35mmフィルム映写機のみ設置しており、フィルム映画の上映に特化して営業していた。なお、コザ琉映の再生を目指した銀天街方面のまちづくり計画が、2014年（平成26年）7月23日の沖縄タイムスで報じられたが、結局実現することはなかった。
開業から半世紀以上を経て老朽化が進んだこともあり、2016年（平成28年）7月31日をもって閉館。建物は1年後に解体され更地となった。56年間営業を続けた当館の閉館により、沖縄市内の映画館はすべて姿を消したが、2019年（令和元年）にはシネマプラザハウス1954が開館して沖縄市に映画館が復活している。